# Полинезийские языки
Полинезийские языки — группа языков, на которых говорят или говорили полинезийцы. Распространены на островах Тихого океана, в основном в Полинезии. Относятся к океанийской ветви австронезийской семьи.
Области распространения большинства полинезийских языков входят в так называемый Полинезийский треугольник, вершинами которого являются Новая Зеландия, Гавайские острова и остров Пасхи; кроме того, отдельные языки представлены в Меланезии и Микронезии. Число говорящих на полинезийских языках — свыше 900 тыс. человек.
Всего известно около 38 полинезийских языков (3 % от австронезийской семьи). Наиболее крупные по числу носителей — самоанский, маори, таитянский, тонганский, некогда — гавайский. 
По своим чертам полинезийские языки ― в основном аналитические; они отличаются небольшим количеством фонем в своём звуковом составе. 

## Классификация
Выделяются две основные группы: тонганские (собственно тонганский и ниуэ) и ядерно-полинезийские (все остальные). Дальнейшее деление ядерно-полинезийских в настоящее время является предметом дискуссий. Долгое время общепринятым было деление её на самоанско-внешние (Samoic-Outlier) и восточно-полинезийские языки, однако в последнее время единство самоанско-внешних было поставлено под сомнение, как не подтверждаемое общими инновациями. На основе тщательного изучения спорадических языковых изменений была построена нижеследующая классификация:
- Тонганские языки
  - тонганский язык
  - ниуэ — о. Ниуэ
  - ниуафооу — о. Ниуафооу (на севере островов Тонга)
  - ниуатопутапу (†) — о. Ниуатопутапу (на севере островов Тонга)
- Ядерно-полинезийские языки — включает элисскую группу и 10 отдельных внешнеполинезийских языков на уровне отдельных групп
  - уоллисский (восточный увеа, восточно-увеанский, фака-увеа) — остров Уоллис (Уоллис и Футуна)
  - восточно-футунский (фака-футуна, восточный футуна) — остров Футуна (Уоллис и Футуна).
  - западный увеа (западно-увеанский, фага-увеа) — остров Увеа (острова Луайоте возле Новой Каледонии)
  - футуна-анива (западно-футунский) — острова Футуна и Анива (Вануату)
  - ифира-меле (мере-фира, меле-фила) — Вануату
  - эмаэ (маэ) — Вануату
  - пукапука — атолл Пукапука (Дейнджер) на северо-западе островов Кука
  - мунггава-мунгики — острова Реннелл и Беллона (Соломоновы Острова)
  - тикопиа — к востоку от островов Санта-Крус
  - анута — к востоку от островов Санта-Крус
  - Элисские языки
    - Самоанские языки
      - самоанский язык
      - токелау

    - Внешне-элисские языки (тувалу-внешние языки) — включает тувалу и ещё 8 внешнеполинезийских языков
      - тувалу
      - нукуоро — один из Каролинских островов
      - капингамаранги — один из Каролинских островов
      - нукуриа — Нукуриа (остров) к северу от Соломоновых островов (Папуа-Новая Гвинея)
      - такуу — к северу от Соломоновых островов
      - нукуману — к северу от Соломоновых островов
      - луангиуа (онтонг-джава)  — атолл Онтонг-Джава к северу от Соломоновых островов.
      - сикаиана — атолл Сикаиана к северу от Соломоновых островов.
      - пилени — к северу от островов Санта-Крус

    - Восточно-полинезийские языки
      - рапануйский язык — остров Пасхи
      - Центрально-восточно-полинезийские языки
        - Маркизийские языки
          - гавайский язык
          - маркизский язык — Маркизские острова
          - мангаревский (мангарева, мангареванский) — острова Гамбье (архипелаг Туамоту)

        - Таитийские языки
          - маори — Новая Зеландия
            - мориори — острова Чатем

          - таитянский язык
          - туамоту (туамотуанский, паумоту) — острова Туамоту
          - кукский язык (маори островов Кука; вкл. раротонга, манихики-ракаханга и др.) — острова Кука
            - тонгарева (пенринский) — атолл Тонгарева (острова Кука)

        - Рапанские языки
          - рапа — о. Рапа
          - тубуаи (тубуаи-руруту, тупуаи, остраль) — острова Тубуаи

### Традиционная классификация
Для сравнения ниже приводится традиционная классификация, в частности так как она представлена в последнем издании Этнолога (2004).
- Тонганские языки
  - тонганский язык
  - ниуэ
- Ядерно-полинезийские языки
  - Самоанско-внешние языки
    - Восточно-увеа-ниуафооу
      - ниуафооу
      - уоллисский

    - Футунийские языки
      - восточно-футунский
      - западный увеа
      - футуна-анива
      - ифира-меле
      - эмаэ
      - мунггава-мунгики
      - тикопиа
      - анута †
      - пилени

    - Элисские языки
      - тувалу
      - нукуоро
      - капингамаранги
      - нукуриа
      - такуу
      - нукуману
      - луангиуа
      - сикаиана

    - ниуатопутапу (†)
    - пукапука
    - самоанский язык
    - токелау

  - Восточно-полинезийские языки
    - рапануйский язык
    - Центрально-восточно-полинезийские языки
      - Маркизийские языки
        - гавайский язык
        - маркизский язык
        - мангаревский

      - Таитийские языки
        - маори
          - мориори

        - таитянский язык
        - туамоту
        - кукский язык
          - тонгарева

      - Рапанские языки
        - рапа
        - тубуаи

## Соответствия между языками
Так как полинезийские языки достаточно близки между собой, их словарный состав сохраняют много общего между разными языками. Ниже приводятся некоторые характерные примеры.
|                | тонганский | ниуэ      | самоанский | сикаиана  | такуу     | рапануйский | таитянский | кукский   | маори     | северно-маркизский | южно-маркизский | гавайский |
| -------------- | ---------- | --------- | ---------- | --------- | --------- | ----------- | ---------- | --------- | --------- | ------------------ | --------------- | --------- |
| небо           | /laŋi/     | /laŋi/    | /laŋi/     | /lani/    | /ɾani/    | /ɾaŋi/      | /ɾaʔi/     | /ɾaŋi/    | /ɾaŋi/    | /ʔaki/             | /ʔani/          | /lani/    |
| северный ветер | /tokelau/  | /tokelau/ | /toʔelau/  | /tokelau/ | /tokoɾau/ | /tokeɾau/   | /toʔeɾau/  | /tokeɾau/ | /tokeɾau/ | /tokoʔau/          | /tokoʔau/       | /koʔolau/ |
| женщина        | /fefine/   | /fifine/  | /fafine/   | /hahine/  | /ffine/   | /vahine/    | /vahine/   | /vaʔine/  | /wahine/  | /vehine/           | /vehine/        | /wahine/  |
| дом            | /fale/     | /fale/    | /fale/     | /hale/    | /faɾe/    | /haɾe/      | /faɾe/     | /ʔaɾe/    | /ɸaɾe/    | /haʔe/             | /haʔe/          | /hale/    |
| родитель       | /motuʔa/   | /motua/   | /matua/    |           | /maatua/  | /matuʔa/    | /metua/    | /metua/   | /matua/   | /motua/            | /motua/         | /makua/   |

## Письменность
Одной из особенностей орфографии многих полинезийских языков является использование перевёрнутого апострофа (так называемая окина, ʻokina) — ʻ — для обозначения гортанной смычки. Рапануйский язык, возможно, в прошлом записывался особым письмом — ронго-ронго.